# سكيراويات
السكيراويات (الاسم العلمي: Schizosaccharomycetales) هي رتبة من الفطريات تتبع طائفة السكيراوانية.

## التصنيف
- السكيراوية
  - السكيراء